# Neil Perry (banda)
De Neil Perry para The Band Perry, véase The Band Perry
Neil Perry fue una banda screamo de Nueva Jersey. Jon Marinari era vocalista y bajista de la influencial banda screamo You and I. Luego de que rompieran, se uniría a Neil Perry junto con los exmiembros de Red All Over. Neil Perry lanzó una gran cantidad de records en los próximos cuatro años, casi todos en el sello Level Plane. Rompieron en 2002. A principios de 2003 grabaron cuatro nuevas canciones que se convertirían en su última grabación, y que luego aparecieron en su discografía Lineage Situation, lanzada por Level Plane en julio de 2003. 
Los primeros lanzamientos de la banda consistían en un Grindcore sumamente caótico, de canciones cortas (pocas veces superando el minuto) y voces gritadas. No obstante, con el paso del tiempo, Neil Perry se alejó de ese estilo, haciendo a sus canciones cada vez más complejas y melódicas, incluyendo una intrincada percusión, suaves líneas de guitarra (reminiscentes del Sadcore) y voces limpias. Además de esto, a través de su extensa discografía se pueden encontrar temas ligados al Metalcore e incluso algunos ligados al Doom Metal.
Luego del quiebre de la banda, sus miembros irían a parar a bandas tales como Hot Cross, Joshua Fit For Battle, A Life Once Lost, Superstitions of the Sky, The Now, Get Fucked y Welcome the Plague Year.

## Miembros
- Josh Jakubowski - Vocals, Guitar
- Chris Smith - Guitar, Vocals
- Jon Marinari - Vocals, Bass
- Justin Graves - Drums

## Discografía
- Neil Perry 7", 2000, Spiritfall[6]
- Split 7" con Usurp Synapse, 2000, Level Plane Records
- Brothers from Different Mothers Split LP con Joshua Fit For Battle, 2001, Level Plane Records
- Get Our Tour On 7", 2001, Level Plane Records
- Split LP con A Satellite Crash, 2001, Spiritfall[7]
- Split 7" con Kaospilot, 2002, Level Plane Records
- Picture Disc 7", 2002, Witching Hour[8]
- Split 3" mini-CD con A Days Refrain, 2002, Robotic Empire [9]
- Lineage Situation, 2003, Level Plane Records

(Discografía de dos discos conteniendo 40 canciones, incluyendo cuatro nuevas)
- Datos: Q6989149
- Multimedia: Neil Perry (band) / Q6989149